# Arjona (Spanyolország)
Arjona település Spanyolországban, Jaén tartományban. Arjona Lopera, Marmolejo, Arjonilla, Andújar, Lahiguera, Torredelcampo, Escañuela, Torredonjimeno és Porcuna községekkel határos. Lakosainak száma 5376 fő (2024).

## Népesség
A település népessége az elmúlt években az alábbi módon változott:
| Lakosok száma | 5696 | 5648 | 5826 | 5822 | 5763 | 5732 | 5662 | 5542 | 5397 | 5376 |
|               | 2001 | 2004 | 2007 | 2009 | 2012 | 2014 | 2017 | 2019 | 2022 | 2024 |